# François Fargère

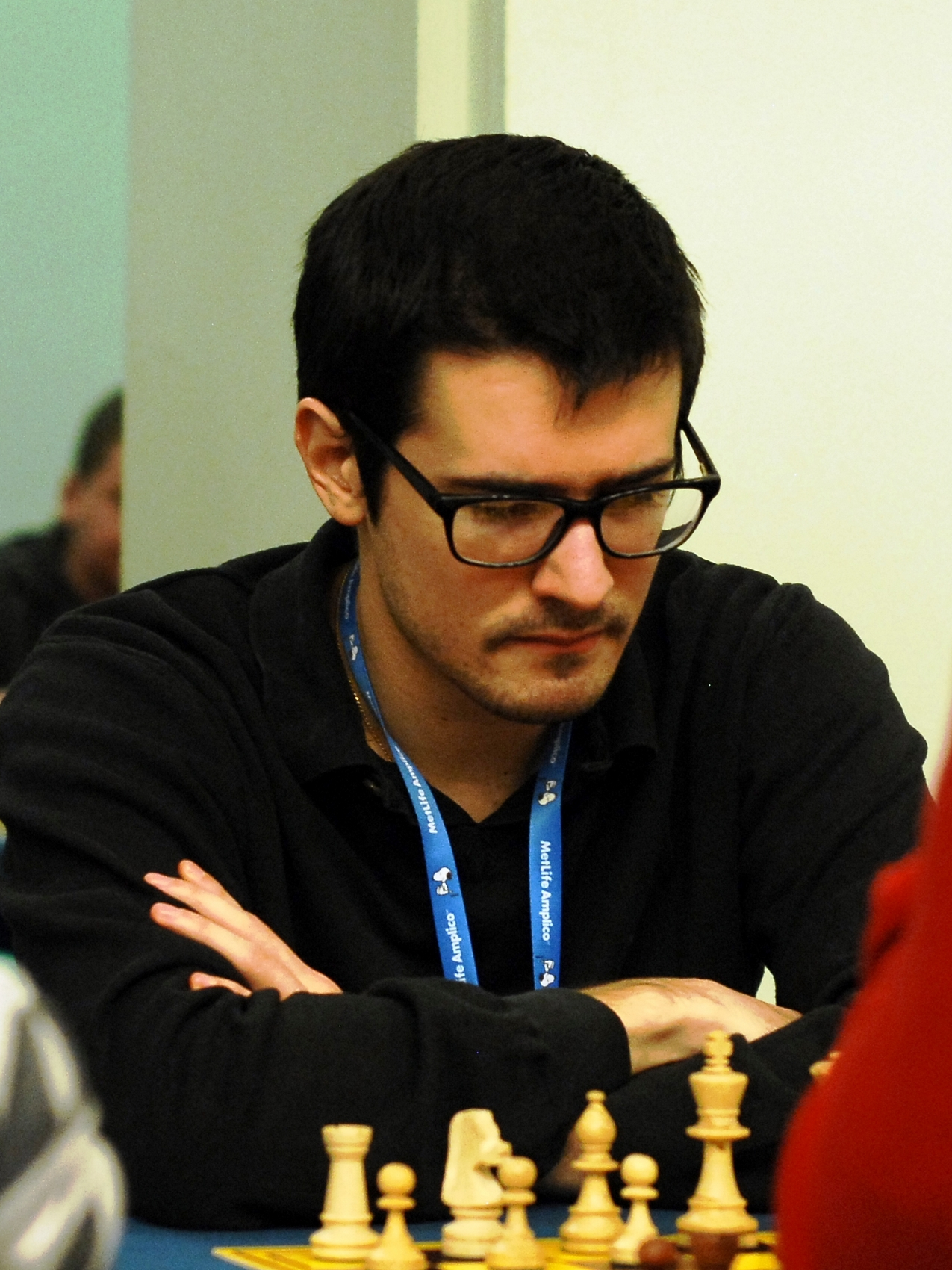
François Fargère, 2012

François Fargère (Saint-Rémy, 1 september 1985) is een Franse schaker die sinds 2009 internationaal grootmeester is en in Nederland bekend is geworden door het winnen van het open Nederlands kampioenschap in Dieren in 2010. Hij behaalde zijn grootmeesternormen in de toernooien van Montpellier 2008, het Frans kampioenschap voor clubteams 2009 en Barcelona 2009. Zijn trainer is Josif Dorfman, ex-secondant van Garri Kasparov.